# Bands (Shoreline Mafia)
Bands è un singolo del gruppo musicale statunitense Shoreline Mafia pubblicato il 13 luglio 2018.

## Tracce
1. Bands – 3:05